# Zeicani, Hunedoara
Zeicani este un sat în comuna Sarmizegetusa din județul Hunedoara, Transilvania, România.

## Imagini

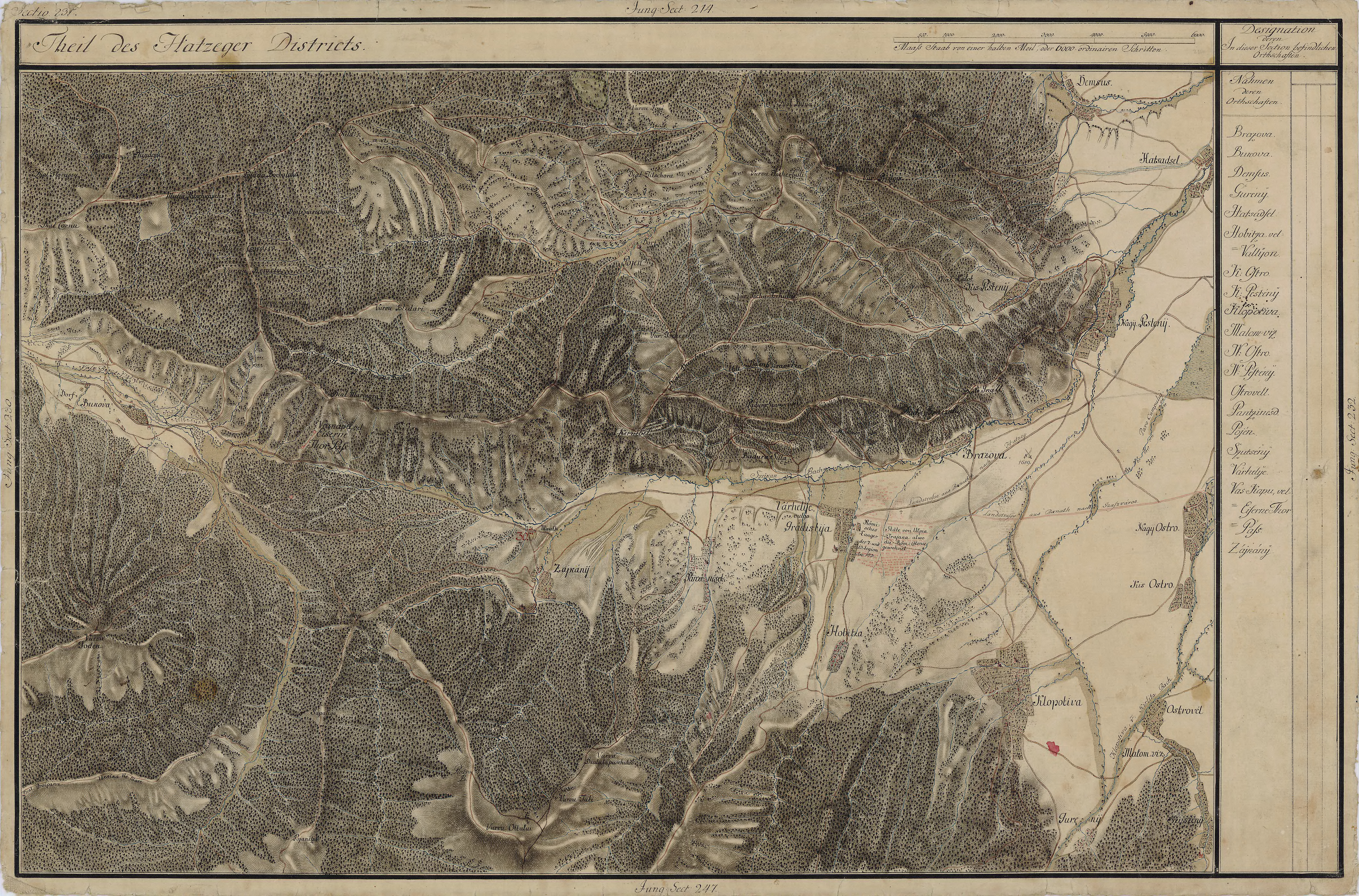
Zeicani în Harta Iosefină a Transilvaniei, 1769-1773